# 卡萬戈–贊比西保護區域
卡萬戈–贊比西保護區域（Kavango–Zambezi Transfrontier Conservation Area）簡稱KAZA，是南部非洲內的區域，包括五個國家的部份領土。卡萬戈–贊比西保護區域包括赞比西河上游的主要流域，奧卡萬戈盆地及三角洲、纳米比亚的卡普里维地带、安哥拉的東南部、赞比亚的西南部、波札那北方的荒地，以及西辛巴威。此區域的中心地區是赞比亚的宽多河匯流之處，也是波札那、纳米比亚、赞比亚、安哥拉及辛巴威的邊界交界處。中心地區有喬貝國家公園、萬蓋國家公園及维多利亚瀑布。

## 歷史
此計劃最早是由Peace Park組織以及世界自然基金会提出，是由奧卡萬戈盆地–赞比西河上游國家旅遊計劃（OUZIT）以及Four Corners跨邊界自然資源管理計劃所發展。波札那、纳米比亚、赞比亚、安哥拉及辛巴威旅遊產業的代表在2003年7月24日於纳米比亚的卡蒂马穆利洛開會，同意了KAZA TFCA計劃的目標。南部非洲發展共同體（SADC）在2006年7月將KAZA TFCA計劃視為是SADC推動的計劃之一，五國旅遊以及環境相關的代表在2006年12月7日簽署了津巴布韋維多利亞瀑布的諒解備忘錄，為著建立KAZA TFCA計劃準備。
赞比亚和辛巴威的政府在2014年11月開始了共同的KAZA簽證。其他幾國計劃也會加入此一架構。

## 其中的保護區
卡萬戈–贊比西保護區域包括了以下的區域：
赞比亚
- 卡富埃国家公园
- 莫西奧圖尼亞國家公園
- 錫奧馬恩戈威茲國家公園

纳米比亚
- 巴布瓦塔國家公園
- 考得牧國家公園
- 曼格蒂國家公園
- 穆杜穆國家公園
- 馬米利國家公園

波札那
- 喬貝國家公園
- 馬卡迪卡迪鹽沼
- 恩克塞鹽沼國家公園
- 莫雷米禁獵區（英语：Moremi Game Reserve）

辛巴威
- 萬蓋國家公園
- 卡祖馬鹽沼國家公園
- 辛巴威國家公園（英语：Zambezi National Park）
- 维多利亚瀑布

安哥拉
- 倫格-路易安那國家公園
- 隆加-馬維加國家公園（英语：Longa-Mavinga National Park）

其中也包括數個野外動物管理區以及狩獵區。

## 野生動物
- 非洲象
- 西南非洲獅[3]
- 南非獵豹
- 非洲野犬
- 肉垂鹤
- 尼羅鱷

## 外部連結
- Official site（页面存档备份，存于）